# ترای بایرز
ترای بایرز (انگلیسی: Trai Byers؛ زادهٔ ۱۹ ژوئیهٔ ۱۹۸۳) بازیگر سینما، و بازیگر تلویزیون اهل ایالات متحده آمریکا است. وی از سال ۲۰۰۹ میلادی تاکنون مشغول فعالیت بوده‌است.
از فیلم‌ها یا برنامه‌های تلویزیونی که وی در آن نقش داشته‌است می‌توان به امپراتوری، سلما و ۲۴ ام اشاره کرد.